# Kliper

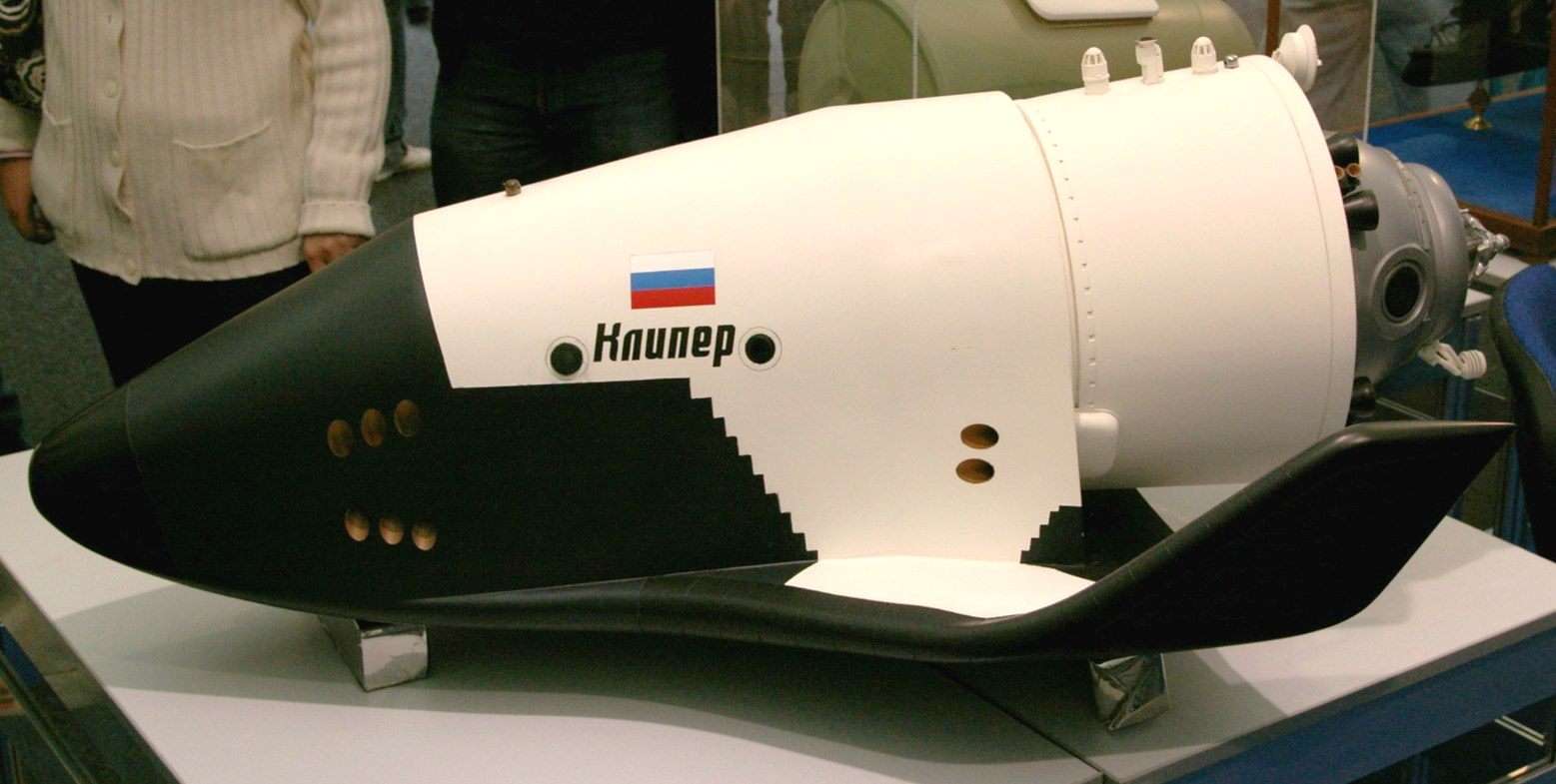
Modell der Kliper-Raumfähre, ILA 2006

Kliper (Transliteration von russisch Клипер, in Transkription auch Clipper oder Klipper) war ein Konzept der russischen Weltraumagentur Roskosmos für ein teilweise wiederverwendbares Raumschiff in Tragrumpf-Bauweise für niedrige Umlaufbahnen (engl. LEO, Low Earth Orbit).

## Entwicklung
Die Vorarbeiten begannen 2000 bei RKK Energija, und das Konzept wurde erstmals am 17. Februar 2004 auf einer Pressekonferenz in Moskau der Öffentlichkeit vorgestellt. Der Jungfernflug war frühestens für 2013 geplant und sollte dann die bewährte Sojus ablösen. Die Europäische Weltraumorganisation (ESA) war am Projekt interessiert, schwenkte jedoch im Sommer 2006 zum gemeinsamen Projekt Crew Space Transportation System um, das seinerseits 2009 eingestellt wurde. RKK Energija entwickelte Kliper eigenständig weiter und plante, das Projekt Ende 2007 in seiner ökonomischen Struktur fertigzustellen. Es wurde ein 1:1-Mock-up hergestellt. Nach der Übernahme von RKK Energija durch Roskosmos wurde das Projekt im Juli 2007 endgültig eingestellt.

## Aufbau
Im Unterschied zum Konzept des Space Shuttles sollte Kliper auf einer normalen Trägerrakete montiert werden, so dass kein eigenes Triebwerk nötig war. Damit ähnelt Kliper eher der Buran-Raumfähre, die allerdings etwa sechsmal so viel wiegt und auch über einen Laderaum verfügt, um Satelliten zu starten. Auf diese Möglichkeit verzichtete man bei Kliper, so dass keine spezielle Trägerrakete erforderlich war.
Kliper bestand aus einem Rückkehrmodul, das mindestens 25-mal wiederverwendbar sein sollte, Platz für sechs Personen (davon zwei Piloten) bot und bis zu 700 kg Fracht ins All bzw. 500 kg Material zurück zur Erde bringen sollte. Angedockt war wie bei Sojus ein nicht wiederverwendbares Servicemodul, das u. a. Sauerstoff, Wasser, Treibstoff sowie die Avionik bereitstellte. Die Hitzeschilde des Klipers sollten ebenfalls nicht wiederverwendbar sein. Das gesamte Raumschiff hätte eine Startmasse von ungefähr 14,5 t gehabt, davon 9,8 t für das Rückkehr- und 4,7 t für das Servicemodul; die Landemasse hätte 9,5–10 t betragen. Die Landung selbst sollte vollautomatisch an einem steuerbaren Gleitschirm erfolgen. Es sollen zwei Versionen von Kliper untersucht werden: ein Auftriebskörper (Lifting Body) sowie ein mit Flügeln ausgestattetes Konzept.

## Trägerrakete
Als Trägerrakete schlug RKK Energija anfangs eine geplante Weiterentwicklung der Sojus-Rakete namens Onega vor. Da jedoch die russische Raumfahrtbehörde die Entwicklungskosten der Onega nicht aufbringen wollte, kamen eine Angara A3 oder eine Variante auf Basis der Zenit ins Gespräch. Von allen gemachten Vorschlägen war die Zenit der einzige Träger, der mehrere Flüge absolvierte. Da die Zenit in der Ukraine produziert wird, wäre die Angara die für Russland vorteilhaftere Trägerrakete gewesen. Der erste Teststart einer Angara war für 2011 geplant, fand aus finanziellen Gründen aber erst im Jahr 2014 statt. Bis zur Einstellung des Projekts blieb die endgültige Entscheidung über die Trägerrakete aus.

## Aufgaben und Aussichten

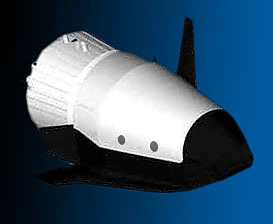
Computergrafik des Kliper

Die Hauptaufgabe von Kliper wäre der Transport von Raumfahrern und Weltraumtouristen in niedere Erdumlaufbahnen beziehungsweise zur Internationalen Raumstation sowie die Nutzung als Crew Rescue Vehicle für die ISS gewesen. Theoretisch hätte auf Grundlage von Kliper ebenfalls ein für bemannte Mond- oder Mars-Raumflüge geeignetes Raumschiff ähnlich dem amerikanischen Orion entwickelt werden können.
Trotz der sehr niedrig angesetzten Kosten war die Finanzierung nicht gesichert; dennoch gab es Anzeichen für Fortschritte beim Projekt. Ende 2004 berichteten sowohl der russische TV-Sender Pervy kanal als auch NBC darüber. RKK Energija präsentierte ein 1:1-Mockup des Raumschiffs.
Russland hatte auch weitere Staaten zur Entwicklung von Kliper eingeladen. Im Juli 2005 gab es erste konkrete Gespräche mit der Europäischen Weltraumorganisation. Bei einem Treffen des Europäischen Weltraumrates im Dezember 2005 wurden jedoch keine Mittel für Kliper gewährt. Damit konnte die ESA nicht wie geplant 51 Millionen Euro zur Entwicklung beisteuern. Die Agentur wollte sich zunächst dennoch weiter an dem Projekt beteiligen.
Nach dem Ausfall der Entwicklungsbeteiligung der ESA verfolgte RKK Energija das Projekt noch bis Sommer 2006 weiter. Im Juli 2007 stellte es Roskosmos jedoch endgültig ein.